# Антемий (префект)
Вижте пояснителната страница за други личности с името Антемий.
Флавий Антемий (на латински: Flavius Anthemius; † 415 г.) е висш чиновник на Източната Римска империя. От 408 до 414 г. той е de facto регент на император Теодосий II.

## Биография
По времето на император Аркадий Антемий става малко преди 400 г. comes sacrarum largitionum, по-късно и magister officiorum. През 405 г. той е консул заедно със Стилихон и става преториански префект за Изтока на Римската империя. На 28 април 406 г. получава ранг patricius и става вторият по важност след императора. Бие се против готите на Аларих I на Балканите и против бунтуващите се исаври в Мала Азия. След смъртта на Аркадий през 408 г. той поема регентството на седемгодишния император Теодосий II.
Спира инвазията на хуните на Улдин през 409 г. в Мизия и Скития и след това засилва флотата на Долен Дунав. Довършва през 413 г. новото засилване на стената на Константинопол (Теодосиевата стена).
Той е баща на Антемий Изидор (консул 436 г.) и дядо на Антемий, който става 467 – 472 г. западноримски император.